# Latanier bleu

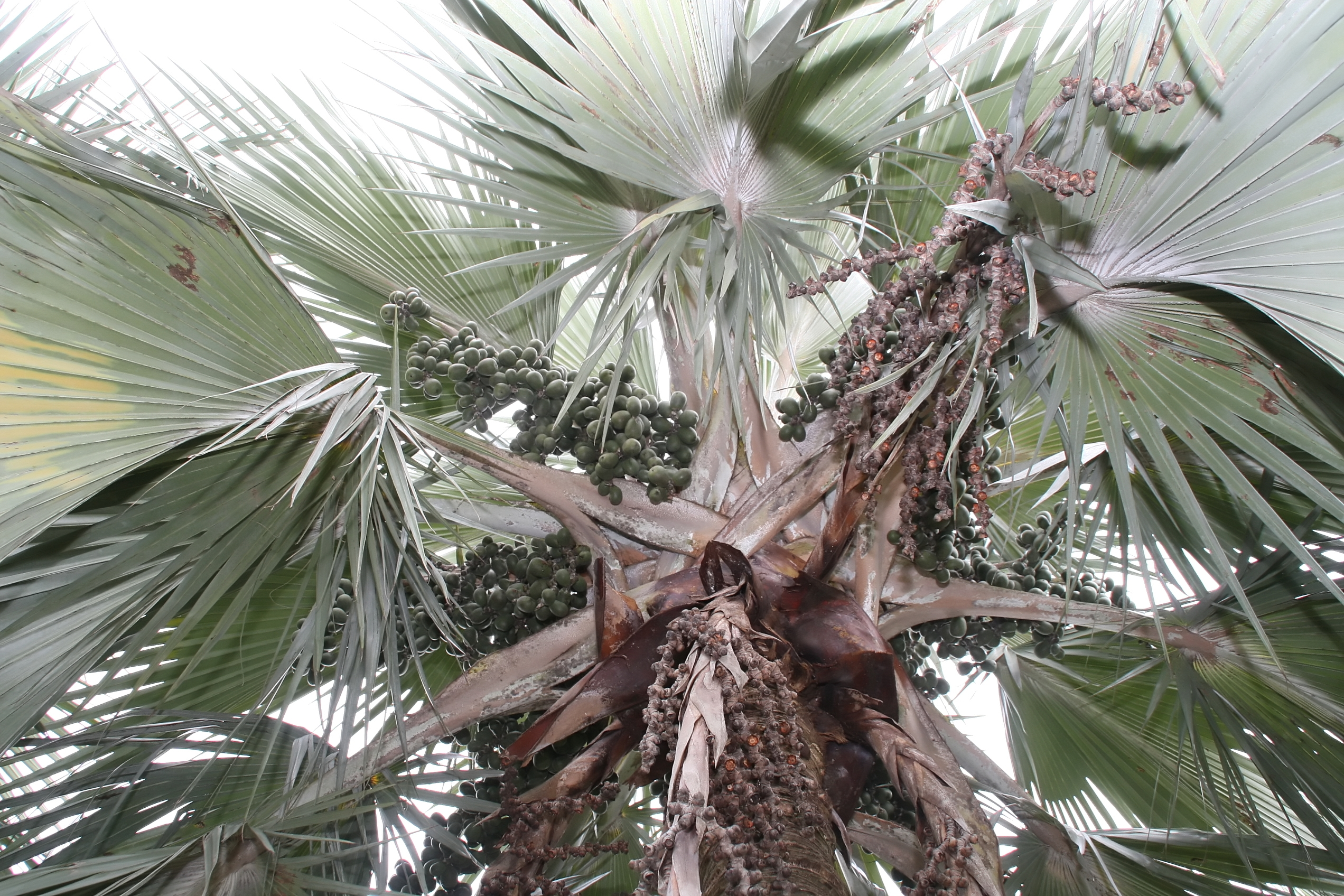
Latanier bleu en Floride

Le latanier bleu (Latania loddigesii) est une espèce de latanier de la famille des Arecaceae qui est endémique de l'île Maurice, notamment à l'île Ronde et au Coin de Mire. C'est une espèce menacée dans son environnement naturel. On trouve des lataniers bleus plantés au jardin botanique de Pamplemousses et un très bel exemplaire dans la grande serre tropicale de Terra Botanica à Angers. Il est cultivé comme plante ornementale dans diverses régions tropicales. Ce latanier a des fleurs mâles et femelles sur des arbres différents.

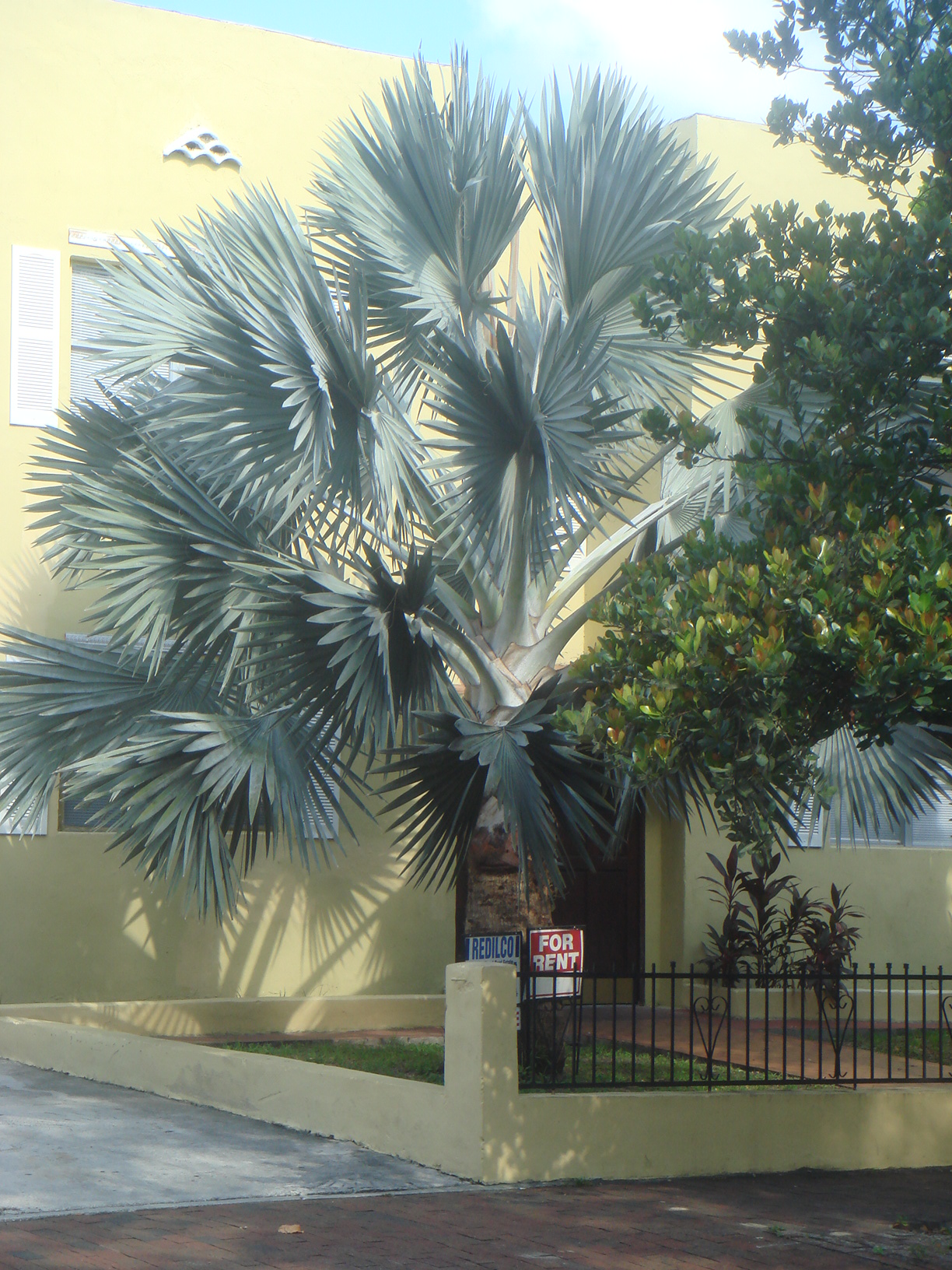
Latania loddigesii à Miami

## Description
Le latanier bleu est un palmier à stipe unique, de 25 à 30 cm de diamètre, pouvant atteindre une hauteur de 10 mètres renflé à la base.

Ses feuilles sont costapalmées, d'environ 1,5 à 2,5 mètres de large, portées par des pétioles longues de 1,5 m de long.